# Ельгильдино
Ельгильдино (баш. Елгилде) — деревня в Салаватском районе Республики Башкортостан Российской Федерации. Входит в состав Турналинского сельсовета. 

## География

### Географическое положение
Находится на левом берегу реки Ай.
Расстояние до:
- районного центра (Малояз): 20 км,
- центра сельсовета (Турналы): 6 км,
- ближайшей ж/д станции (Мурсалимкино): 48 км.

## Население
| 2002 | 2009 | 2010 |
| ---- | ---- | ---- |
| 29   | ↘23  | ↗24  |

Национальный состав
Согласно переписи 2002 года, преобладающая национальность — башкиры (86 %).